# Plymouth Plaza
Der Plymouth Plaza war ein PKW, den der US-amerikanische Chrysler-Konzern unter der Marke Plymouth in den Modelljahren 1954 bis 1958 anbot.

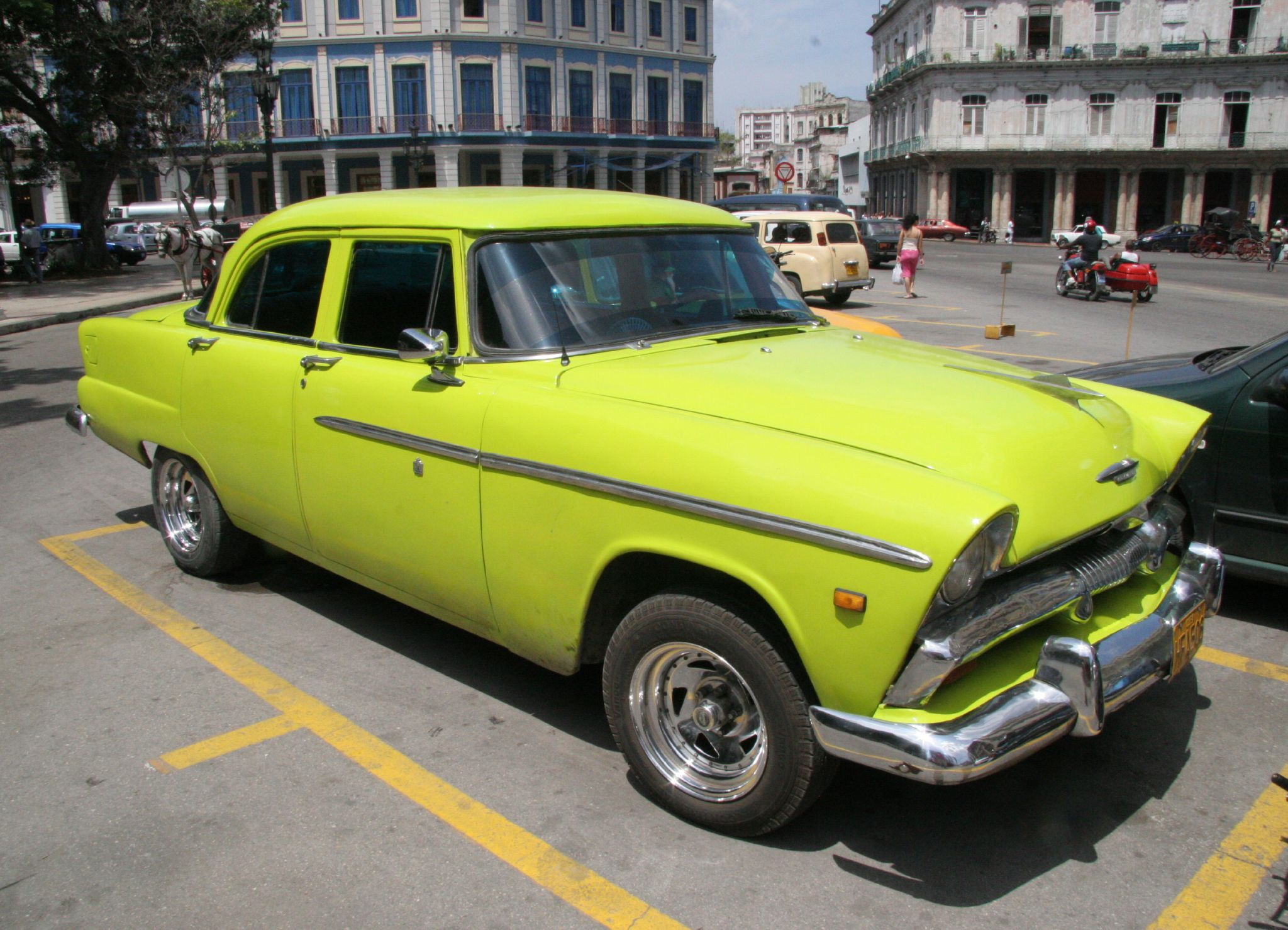

Für das Modelljahr 1954 ersetzte Plymouth seine gesamte Modellpalette durch neue Fahrzeuge. Als Einstiegsmodell diente der Plymouth Plaza, unterhalb von Savoy und Belvedere. Die Namen der neuen Modelle waren von bekannten Hotels übernommen worden, in diesem Fall vom New Yorker The Plaza.
Ab 1955 trug der Plymouth Plaza den sogenannten Forward Look der Marke aus den späten 1950er-Jahren, der vor allem auch durch den Plymouth Fury aus dem Film Christine bekannt wurde. Dieser Designstil war von Virgil Exner entworfen und erfreute sich großer Popularität. Besonderes Merkmal dieses Stils sind Heckflossen und die nach vorne geneigte Front.
Technisch setzte Plymouth auf eine konventionelle Rahmenbauweise mit Frontmotor und Hinterradantrieb. Als Antrieb kamen zunächst Flathead-Reihensechszylinder zum Einsatz. Später folgten V8-Motoren.
1958 stellte Plymouth den Plaza ein, den Platz des Einstiegsmodells übernahm ab 1959 der Savoy.